# Women's Grand Prix (теніс) 1972
Commercial Union Assurance Grand Prix 1972 - серія тенісних турнірів, що відбулись під егідою International Lawn Tennis Federation (ILTF). Попередниця теперішніх Світового туру ATP та Туру WTA. Серія складалась з чотирьох теперішніх турнірів Великого шолома та відкритих турнірів, які визнавала ILTF. У цій статті представлено всі турніри, що відбулись в рамках Women's Grand Prix.

## Січень
Жодного турніру

## Лютий
Жодного турніру

## Березень
| Тиждень    | Турнір | Переможниці                               | Фіналістки                                       | Півфіналістки | Чвертьфіналістки |
| ---------- | --- | ----------------------------------------- | ------------------------------------------------ | ------------- | ---------------- |
| 27 березня | South African Open (теніс) 1972 Йоганнесбург, Південно-Африканська Республіка Тверде покриття Одиночний - Парний | Івонн Гулагонг-Коулі 4-6 6-3 6-0          | Вірджинія Вейд                                   |               |                  |
| 27 березня | South African Open (теніс) 1972 Йоганнесбург, Південно-Африканська Республіка Тверде покриття Одиночний - Парний | Івонн Гулагонг-Коулі Гелен Гурлей 6-1 6-4 | Kristien Shaw-Kemmer Joyce Barclay-Williams-Hume |               |                  |

## Квітень
| Тиждень   | Турнір                                                            | Переможниці                         | Фіналістки               | Півфіналістки | Чвертьфіналістки |
| --------- | ----------------------------------------------------------------- | ----------------------------------- | ------------------------ | ------------- | ---------------- |
| 24 квітня | Internazionali d'Italia 1972 Рим, Італія Ґрунт Одиночний - Парний | Linda Tuero 6-4, 6-3                | Ol'ga Morozova           |               |                  |
| 24 квітня | Internazionali d'Italia 1972 Рим, Італія Ґрунт Одиночний - Парний | Lesley Hunt Ol'ga Morozova 6-3, 6-4 | Гейл Шанфро Rosalba Vido |               |                  |

## Травень
| Тиждень   | Турнір                                                                                           | Переможниці                                      | Фіналістки                        | Півфіналістки                        | Чвертьфіналістки                                                  |
| --------- | ------------------------------------------------------------------------------------------------ | ------------------------------------------------ | --------------------------------- | ------------------------------------ | ----------------------------------------------------------------- |
| 8 травня  | British Hard Court Championships 1972 Борнмут, Велика Британія (острів) Ґрунт Одиночний - Парний | Івонн Гулагонг-Коулі 6-0 6-4                     | Helga Niessen Masthoff            |                                      |                                                                   |
| 8 травня  | British Hard Court Championships 1972 Борнмут, Велика Британія (острів) Ґрунт Одиночний - Парний | Івонн Гулагонг-Коулі Гелен Гурлей 7-5 6-1        | Brenda Kirk Бетті Стеве           |                                      |                                                                   |
| 22 травня | Відкритий чемпіонат Франції з тенісу 1972 Париж, Франція Ґрунт Одиночний - Парний - Мікст        | Біллі Джин Кінг 6-3, 6-3                         | Івонн Гулагонг-Коулі              | Франсуаз Дюрр Helga Niessen Masthoff | Corinne Molesworth Ol'ga Morozova Вірджинія Вейд Katja Ebbinghaus |
| 22 травня | Відкритий чемпіонат Франції з тенісу 1972 Париж, Франція Ґрунт Одиночний - Парний - Мікст        | Біллі Джин Кінг Бетті Стеве 6-1, 6-2             | Winnie Shaw Nell Truman           | Франсуаз Дюрр Helga Niessen Masthoff | Corinne Molesworth Ol'ga Morozova Вірджинія Вейд Katja Ebbinghaus |
| 22 травня | Відкритий чемпіонат Франції з тенісу 1972 Париж, Франція Ґрунт Одиночний - Парний - Мікст        | Мікст: Івонн Гулагонг-Коулі Kim Warwick 6-2, 6-4 | Франсуаз Дюрр Jean-Claude Barclay | Франсуаз Дюрр Helga Niessen Masthoff | Corinne Molesworth Ol'ga Morozova Вірджинія Вейд Katja Ebbinghaus |

## Червень
| Тиждень   | Турнір                                                                                                | Переможниці                                 | Фіналістки                       | Півфіналістки             | Чвертьфіналістки                                    |
| --------- | --- | ------------------------------------------- | -------------------------------- | ------------------------- | --------------------------------------------------- |
| 5 червня  | WTA German Open 1972 Гамбург, Німеччина Ґрунт Одиночний - Парний                                      | Helga Masthoff 6-3, 3-6, 8-6                | Linda Tuero                      |                           |                                                     |
| 5 червня  | WTA German Open 1972 Гамбург, Німеччина Ґрунт Одиночний - Парний                                      | Helga Masthoff Heide Orth 6-3, 2-6, 6-0     | Wendy Overton Valerie Ziegenfuss |                           |                                                     |
| 12 червня | Bristol Open 1972 Бристоль, Велика Британія (острів) Трава Одиночний - Парний                         | Біллі Джин Кінг 6-3 6-2                     | Керрі Мелвілл                    |                           |                                                     |
| 12 червня | Bristol Open 1972 Бристоль, Велика Британія (острів) Трава Одиночний - Парний                         | Гелен Гурлей Karen Krantzcke 6-4 6-2        | Розмарі Касалс Біллі Джин Кінг   |                           |                                                     |
| 26 червня | Вімблдонський турнір 1972 Вімблдон, Лондон, Велика Британія (острів) Трава Одиночний - Парний - Мікст | Біллі Джин Кінг 6-3, 6-3                    | Івонн Гулагонг-Коулі             | Кріс Еверт Розмарі Касалс | Франсуаз Дюрр Patti Hogan Ненсі Річі Вірджинія Вейд |
| 26 червня | Вімблдонський турнір 1972 Вімблдон, Лондон, Велика Британія (острів) Трава Одиночний - Парний - Мікст | Біллі Джин Кінг Бетті Стеве 6-2, 4-6, 6-3   | Франсуаз Дюрр Джуді Тегарт       | Кріс Еверт Розмарі Касалс | Франсуаз Дюрр Patti Hogan Ненсі Річі Вірджинія Вейд |
| 26 червня | Вімблдонський турнір 1972 Вімблдон, Лондон, Велика Британія (острів) Трава Одиночний - Парний - Мікст | Мікст: Розмарі Касалс Іліє Настасе 6-4, 6-4 | Івонн Гулагонг-Коулі Kim Warwick | Кріс Еверт Розмарі Касалс | Франсуаз Дюрр Patti Hogan Ненсі Річі Вірджинія Вейд |

## Липень
| Тиждень   | Турнір                                                                                         | Переможниці                                                                  | Фіналістки                           | Півфіналістки | Чвертьфіналістки |
| --------- | ---------------------------------------------------------------------------------------------- | ---------------------------------------------------------------------------- | ------------------------------------ | ------------- | ---------------- |
| 10 липня  | Welsh Open 1972 Ньюпорт (Уельс), Велика Британія (острів) Трава Одиночний - Парний             | Керрі Мелвілл 7-5, 6-2                                                       | Вірджинія Вейд                       |               |                  |
| 10 липня  | Welsh Open 1972 Ньюпорт (Уельс), Велика Британія (острів) Трава Одиночний - Парний             | Judy Tegart Бетті Стеве 7-5, 6-4                                             | Kerry Harris Керрі Мелвілл           |               |                  |
| 10 липень | Irish Open 1972 Дублін, Ірландія Трава Одиночний - Парний                                      | Івонн Гулагонг-Коулі 2-6, 6-1, 6-2                                           | Pat Walkden Pretorius                |               |                  |
| 10 липень | Irish Open 1972 Дублін, Ірландія Трава Одиночний - Парний                                      | Brenda Kirk Pat Walkden 6-3, 8-10, 6-2                                       | Івонн Гулагонг-Коулі Karen Krantzcke |               |                  |
| 17 липень | North of England Championships 1972 Hoylake, Велика Британія (острів) Трава Одиночний - Парний | Івонн Гулагонг-Коулі Бетті Стеве titolo condiviso                            |                                      |               |                  |
| 17 липень | North of England Championships 1972 Hoylake, Велика Британія (острів) Трава Одиночний - Парний | Івонн Гулагонг-Коулі Гелен Гурлей e Brenda Kirk Pat Walkden titolo condiviso |                                      |               |                  |
| 31 липень | Cincinnati Open 1972 Цинциннаті, Сполучені Штати Америки Ґрунт Одиночний - Парний              | Маргарет Корт 3-6, 6-2, 7-5                                                  | Івонн Гулагонг-Коулі                 |               |                  |
| 31 липень | Cincinnati Open 1972 Цинциннаті, Сполучені Штати Америки Ґрунт Одиночний - Парний              | Маргарет Корт Івонн Гулагонг-Коулі 6-4, 6-1                                  | Brenda Kirk Pat Walkden-Pretorius    |               |                  |

## Серпень
| Тиждень   | Турнір                                                                                          | Переможниці                                      | Фіналістки                        | Півфіналістки | Чвертьфіналістки |
| --------- | ----------------------------------------------------------------------------------------------- | ------------------------------------------------ | --------------------------------- | ------------- | ---------------- |
| 7 серпня  | US Clay Court Championships 1972 Індіанаполіс, Сполучені Штати Америки Ґрунт Одиночний - Парний | Кріс Еверт 7-6, 6-1                              | Івонн Гулагонг-Коулі              |               |                  |
| 7 серпня  | US Clay Court Championships 1972 Індіанаполіс, Сполучені Штати Америки Ґрунт Одиночний - Парний | Івонн Гулагонг-Коулі Lesley Hunt 6-2, 6-1        | Маргарет Корт Пем Тігуарден       |               |                  |
| 14 серпня | Rothmans Canadian Open 1972 Торонто, Канада Ґрунт Одиночний - Парний                            | Івонн Гулагонг-Коулі 6-3, 6-1                    | Вірджинія Вейд                    |               |                  |
| 14 серпня | Rothmans Canadian Open 1972 Торонто, Канада Ґрунт Одиночний - Парний                            | Маргарет Корт Івонн Гулагонг-Коулі 3-6, 6-3, 7-5 | Brenda Kirk Pat Walkden-Pretorius |               |                  |

## Вересень
Жодного турніру

## Жовтень
Жодного турніру

## Листопад
Жодного турніру

## Грудень
Жодного турніру

## Положення
| Гравчиня        | Турнірів зіграно | Очки | Призові гроші |
| --------------- | ---------------- | ---- | ------------- |
| Біллі Джин Кінг | 19               | 719  | £9,000        |
| Івонн Гулагонг  | 13               | 400  | £6,700        |
| Розмарі Касалс  | 18               | 316  | £4,500        |
| Ненсі Гюнтер    | 13               | 316  | £3,600        |
| Керрі Мелвілл   | 19               | 250  | £3,000        |
| Маргарет Корт   | 8                | 234  | £2,600        |
| Франсуаза Дюрр  | 18               | 224  | £2,200        |
| Вірджинія Вейд  | 11               | 183  | £1,800        |
| Леслі Гант      | 19               | 145  | £1,600        |
| Венді Овертон   | 13               | 172  | £1,400        |